# Gertrud von Hackeborn
Gertrud von Hackeborn (* 1232 bei Halberstadt; † Anfang 1292 in Helfta) war eine deutsche Zisterzienserin und von 1251 bis zu ihrem Tod Äbtissin des Klosters Helfta. Sie wird in der römisch-katholischen Kirche als Heilige verehrt und zählt neben ihrer Schwester Mechthild von Hackeborn und den hll. Gertrud von Helfta und Mechthild von Magdeburg zu den bedeutendsten Vertreterinnen deutscher Mystik. Ihr Gedenktag in der Liturgie ist der 15. November.

## Leben
Gertrud entstammte wie ihre jüngere Schwester Mechthild dem ostsächsischen Adelsgeschlecht von Hakeborn. Beide kamen als Klosterschülerinnen ins 1229/1234 gegründete Zisterzienserinnenkloster Rossdorf nordwestlich von Eisleben auf Grundbesitz der Grafen von Mansfeld. Dort wurde Gertrud schon 1251 Äbtissin. Möglicherweise wegen Wassermangels in Rossdorf, aber wohl auch aus politischen Gründen veranlasste sie 1258 die Verlegung des Konvents nach Helpede bzw. Helfta südöstlich von Eisleben im Einflussbereich ihrer eigenen Familie. Ihre Brüder hatten dafür durch Güterstiftung die Voraussetzungen geschaffen. 
In den vier Jahrzehnten ihres Abbatiats setzte sich Gertrud mit Tatkraft für die wirtschaftliche und disziplinäre Konsolidierung des Klosters und für die Bildung und das geistliche Leben der Schwestern ein. Sie ließ Bibliothek und Skriptorium erweitern und hielt die Schwestern zum Abschreiben und Ausmalen und zum Studium geistlicher Schriften an. Vor allem durch die hll. Gertrud und Mechthild von Helfta und Gertruds Schwester Mechthild von Hackeborn wurde Helfta zu einem europaweit ausstrahlenden Zentrum mystischer Spiritualität. 
Vom Wachstum des Konvents zeugt die Gründung des ebenfalls von Gertruds Familie 1262 gestifteten Tochterklosters St. Maria und Gertrud in Hedersleben mit zwölf Schwestern aus Helfta.